# 대한민국 민법 제189조
대한민국 민법 제189조는 점유개정에 대한 민법 물권법 조문이다.

## 조문
제189조(점유개정) 동산에 관한 물권을 양도하는 경우에 당사자의 계약으로 양도인이 그 동산의 점유를 계속하는 때에는 양수인이 인도받은 것으로 본다.

第189條(占有改定) 動産에 關한 物權을 讓渡하는 境遇에 當事者의 契約으로 讓渡人이 그 動産의 占有를 繼續하는 때에는 讓受人이 引渡받은 것으로 본다.

## 비교 조문
일본민법 제183조 (점유개정) 대리인이 자기의 점유물을 이후 본인을 위해 점유하는 의사를 표시한 때에는 본인은 이것에 의해 점유권을 취득한다.

## 사례
갑이 그의 스마트폰을 을에게 팔고서 을로부터 다시 빌려 쓰는 경우가 점유개정의 한 예이다.

## 판례

### 이중양도와 점유개정 시 점유자가 소유권 취득
- 동산의 소유자가 이를 이중으로 양도하고 각 점유개정의 방법으로 양도인이 점유를 계속하는 경우 양수인들 사이에 있어서는 먼저 현실의 인도를 받아 점유를 해온 자가 소유권을 취득한다[1]

### 소유권 양도 후 점유개정 시 대외적으로 소유권 양도 완료
- 금전채무를 담보하기 위하여 채무자가 그 소유의 동산을 채권자에게 양도하되 점유개정에 의하여 채무자가 이를 계속 점유하기로 한 경우 특별한 사정이 없는 한 동산의 소유권은 신탁적으로 이전됨에 불과하여 채권자와 채무자 사이의 대외적인 관계에 있어서 채무자는 동산의 소유권을 이미 채권자에게 양도한 무권리자가 된다[2]

## 참고 문헌
- 오현수, 일본민법, 진원사, 2014. ISBN 978-89-6346-345-2
- 오세경, 대법전, 법전출판사, 2014 ISBN 978-89-262-1027-7
- 이준현 , LOGOS 민법 조문판례집, 미래가치, 2015. ISBN 979-1-155-02086-9

## 같이 보기
- 점유개정
- 양도담보